# Paul Fauchey
Paul Fauchey (Parigi, 18 marzo 1858 – Parigi, 15 novembre 1936) è stato un organista, pianista e compositore francese.

## Biografia
Fauchey fu allievo di Camille Saint-Saëns, Jules Massenet et Théodore Dubois. Ottenne un primo premio d'Armonia presso il  Conservatorio di Parigi.

Fu poi maestro di cappella presso la chiesa di San Tommaso d'Aquino nella stessa città e nominato anche titolare dell'organo nella Chiesa di San Rocco nel 1880. In seguito organista di nuovo in S.Tommaso d'Aquino dal 1890 al 1896.
Divenne professore d'armonia al Conservatorio di Parigi, quindi chef du chant et chef des chœurs (maestro del coro e direttore d'opera) presso la Société des Concerts du Conservatoire, al Théâtre Lyrique e all'Opéra di Parigi.
Dirigerà una sua orchestra di varietà con la quale accompagnerà le proiezioni mute del Théâtre du cinématographe Pathé al numero 5 di Boulevard Montmartre.
Fauchey compose molta musica celebrativa e d'occasione; è considerato un importante compositore per il repertorio organistico.

## Opere
- 1889 : La tour de Babel, opera buffa in tre atti su libretto di Pierre Elzéar et Auguste Paër.
- 1896 : Messe solennelle detta  « des Saints » (dei Santi), per solo, coro ed organo
- 1897 : La Carmagnole, spettacolo in tre atti su testo di Louis-Robert d'Hurcourt, Jacques Lemaire et Henry Dursay.
- 1906 : Le Nègre, operetta in tre atti da Fernand Beissier (pubblicata da Novello).
- 1911 : Fantaisie en forme d'offertoire, per organo o harmonium (contenuta in Maîtres contemporains de l'orgue, vol. 1).
- 1912 : Ni veuve, ni Joyeuse (Né vedova né allegra), su libretto di Althéry e Paul Gordeaux (Novello).
- 1917 : Bertrand Du Guesclin, ouverture drammatica (pubblicata da Salabert).
- 1918 : Misterioso dramatico
- 1920 : Drusus, grande ouverture
- 1921 : Méditation symphonique
- 1921 : Trois pièces en forme de fantaisie-ouverture
- 1922 : Turenne, ouverture militare
- 1926 : Chacha, operetta in tre atti (Georges Léglise) (pubblicata da Joubert)
- 1931 : Un secondo atto per La Fille du régiment di Donizetti (Joubert).
- Scandale mondain, commedia mimata di Camille de Morlhon (1869-1952), rappresentata presso il Casinò di Parigi.
- La Sicilienne
- Souvenir de Christiana ouverture per orchestra
- Folies d'Amour (valse)
- Panis Angelicus tratto dalla Messa solenne detta « des Saints », per soprano e coro (1896)
- Un peu beaucoup passionnément (valse)
- Sous la forêt brune
- Revivons l'amour (valse)
- Naturalist (Polka)
- Larmes d'amour
- Villanelle pour piano (Ricordi)
- 10 Pièces pour Orgue : Prélude - Prière - Offertoire - Pièce en Forme de Canon - Prélude et Choral - Caprice - Pastorale - Final - Interlude - Grand Chœur (Cranz & Co.).